# 蓝灯
蓝灯（英語：Lantern）是一款用于突破网络审查的代理软件。蓝灯的CEO和首席开发者亚当·菲斯克（Adam Fisk）是LimeWire和LittleShoot的前首席工程师。
自2019年6月，其源代码库不再公开。

## 版本历史

### 1.X版本
在1.X时期，蓝灯的注册和使用需要读取Gmail和Google Talk的一些内容以使用户邀请受信任的连接者。这时的蓝灯是一个对等网络（P2P）代理软件。它提供了一种用户可信赖的节点绕过互联网封锁。蓝灯使自由上网国家的用户可以分享带宽帮助互联网审查国家的用户，使用分布式连接，不会过分强调单个连接或节点。
蓝灯获得了美国国务院国家种子资金的资助。这引起了用户对于隐私的忧虑。菲斯克对此表示政府的资金资助并不能代表此软件不安全，他说国务院是“难以置信地把手拿开”，不会决定他们如何编写蓝灯，或者他们应该讲什么。
早在2013年12月初，短短两个星期内，蓝灯的中国用户激增到上万。因此该网络几乎被中国政府中断。

### 2.X版本
2015年，蓝灯推出2.0版，用户不再需要通过邀请来连接，且使用网页UI代替客户端式的设置方式。2.X版本不再使用1.X版时的P2P模式，而是使用代理服务器的模式。
2.X最后一个版本号为2.2.5，也是受用户好评度最高的一个版本。
2015年，蓝灯推出了Android版本。

### 3.X版本
2016年，蓝灯推出3.0版，同时推出付费专业版和免费版两种版本。专业版无流量限制，不限速，免费版有800MB“高速”流量限制，不久后减少为500MB，并持续至今；免费版的免费高速流量用尽后依然可以保持低速翻墙，不过链接速度被限制在20KB/秒。专业版需要付费购买。当时的价格为1年216元人民币，2年336元人民币。在3.0版本发布后不久，使用2.X或1.X版本的用户就已无法连接。

### 4.X版本
2017年，蓝灯推出了4.0版，同3.X版本一样，免费版每月依然有500M的免费高速流量，并增加了拦截侵入式广告功能。
2020年，蓝灯推出了iOS版本。

## 相关事件
- 2019年初，廣東省警方對某藍燈用戶，以「擅自建立、使用非法定信道進行國際聯網」为由，对该蓝灯用户違反《中華人民共和國計算機信息網絡國際聯網管理暫行規定》为依據進行處罰，罰款人民幣1000元[10]。該處罰在「廣東公安執法信息公開平台」進行公示。[11][12]